# Ypthima io
Ypthima io är en fjärilsart som beskrevs av Renaud Maurice Adrien Paulian 1950. Ypthima io ingår i släktet Ypthima och familjen praktfjärilar. Inga underarter finns listade i Catalogue of Life.